# Schloen
Schloen is een Ortsteil van de Duitse gemeente Schloen-Dratow in de deelstaat Mecklenburg-Voor-Pommeren. Op 1 januari 2012 fuseerde de tot dan toe zelfstandige gemeente met Groß Dratow tot de nieuwe gemeente Dratow-Schloen, die twee jaar later de naam veranderde in Schloen-Dratow.

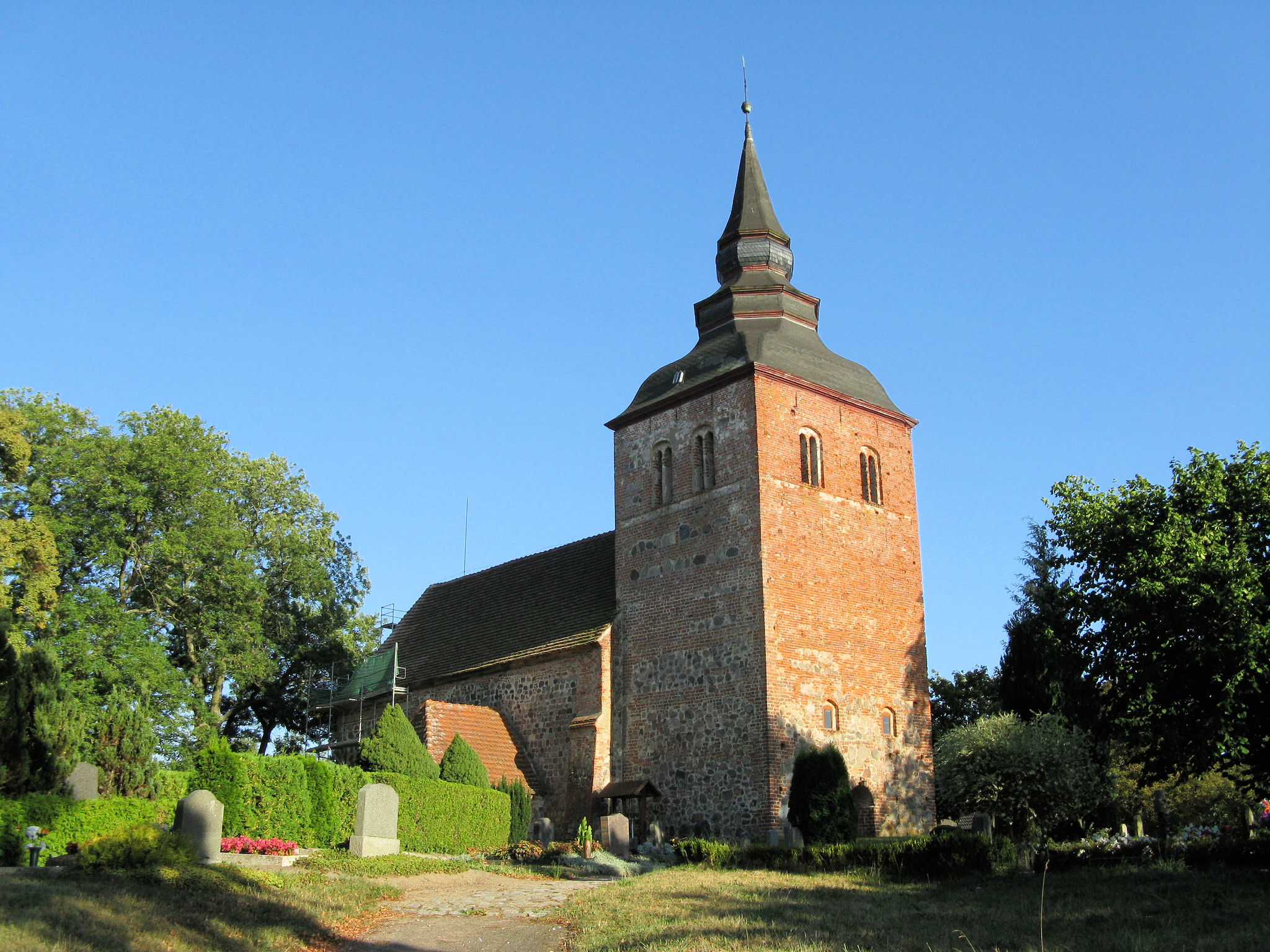
Kerk van Schloen